# Зелене (Зеленівський сільський округ)
Зеле́не (каз. Зеленое) — село у складі Байтерецького району Західноказахстанської області Казахстану. Адміністративний центр та єдиний населений пункт Зеленівського сільського округу.
У радянські часи було два населених пункти — село Зелене та селище Деркул.
Населення — 1381 особа (2021; 1603 у 2009, 2200 у 1999, 2790 у 1989).